# Paraclaravis
Paraclaravis é um gênero de aves da família dos columbídeos (Columbidae). As seguintes espécies são reconhecidas:
- Claravis geoffroyi (Temminck, 1811)
- Claravis mondetoura (Bonaparte, 1856)